# Federal Insecticide, Fungicide and Rodenticide Act

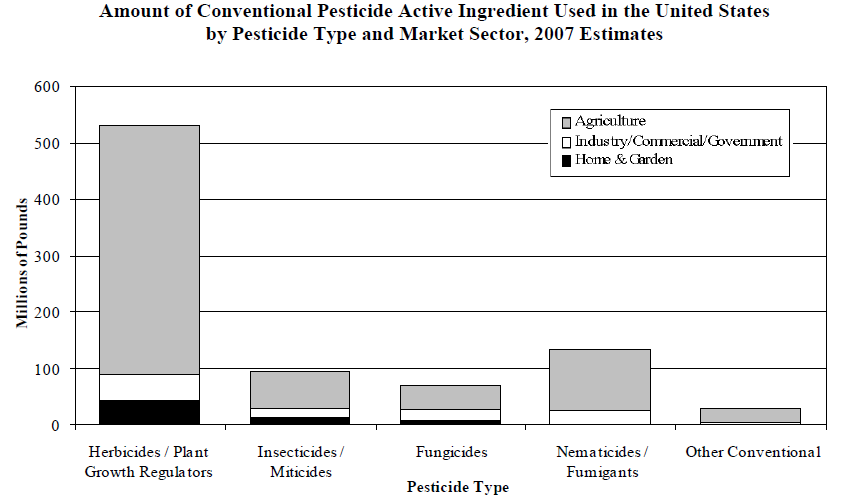
Graphique de l'utilisation de pesticides, par type et industrie, estimée pour 2007 aux États-Unis.

Le Federal Insecticide, Fungicide and Rodenticide Act (FIFRA, Loi fédérale sur les insecticides, fongicides et rodenticides) est une loi fédérale américaine, adoptée en 1947, qui constitue la base du système américain de réglementation des pesticides pour protéger les utilisateurs, les consommateurs et l'environnement.
Cette loi est gérée par l'Agence des États-Unis pour la protection de l'environnement (EPA) et les agences environnementales appropriées des différents États des États-Unis.
Le FIFRA a subi plusieurs amendements importants depuis sa création. Une révision importante, intervenue en 1972 par le Federal Environmental Pesticide Control Act (FEPCA, Loi fédérale sur le contrôle environnemental des pesticides), et plusieurs autres ont élargi les prérogatives de l'EPA dans son rôle de supervision du commerce et de l'utilisation des pesticides en mettant l'accent sur la préservation de la santé humaine et la protection de l'environnement, « 1. en  renforçant le processus d'enregistrement par le transfert de la charge de la preuve sur le fabricant de produits chimiques, 2. en faisant respecter les règles de conformité à l'encontre des produits interdits et non enregistrés et 3. en promulguant le cadre réglementaire absent de la loi d'origine ».

## Histoire
Aux États-Unis, la première loi sur les pesticides fut le Federal Insecticide Act (FIA, Loi fédérale sur les insecticides) promulgué en 1910.
Cette législation assurait la qualité des pesticides en protégeant les agriculteurs et les consommateurs de produits frauduleux ou frelatés par les fabricants et les distributeurs,,,.
Pendant la Seconde Guerre mondiale, le marché des pesticides connut une expansion marquée, la recherche et le développement en temps de guerre autorisant la production de nombreux produits chimiques aux propriétés insecticides nouvellement découvertes.
L'utilisation des pesticides s'est généralisée avec le soutien du public et des responsables politique en raison des surplus alimentaires d'après-guerre qu'avait rendus possibles l'augmentation des rendements agricoles, corollaire d'une diminution significative des dégâts dus aux ravageurs et maladies.
L'utilisation des insecticides organiques de synthèse est passée de 100 millions de livres en 1945 à plus de 300 millions de livres en 1950.
Le Federal Insecticide Act de 1910 a établi des normes de qualité chimique et assuré une protection aux consommateurs, mais n'a pas traité le problème croissant des dommages environnementaux potentiels et des risques sanitaires biologiques associés à cette utilisation généralisée des insecticides,,,.
Le Congrès a adopté le Federal Insecticide, Fungicide, and Rodenticide Act en 1947 pour répondre à certaines des lacunes du Federal Insecticide Act,,,.
Le Congrès a adopté d'importantes révisions au FIFRA en 1972 avec le Federal Environmental Pesticide Control Act (FEPCA).
La loi de 1947 attribuait au département de l'Agriculture des États-Unis (USDA) la responsabilité de réglementer les pesticides.
L'amendement de 1972 a transféré cette responsabilité à l'Environmental Protection Agency et déplacé l'accent sur la protection de l'environnement et la santé publique.
En 1988, le Congrès a modifié les dispositions concernant l'homologation des pesticides et imposé le réenregistrement de nombreux pesticides qui avaient été enregistrés avant 1984.
La loi a été modifiée à nouveau en 1996 par le Food Quality Protection Act (Loi sur la protection de la qualité des aliments).
Plus récemment, la loi a été modifiée en 2012 par le Pesticide Registration Improvement Extension Act (Loi sur l'extension de l'amélioration de l'homologation des pesticides).
En mai 2007, on compte 28 pesticides à usage restreint de formules et mélanges différents.
Toute zone dans laquelle ces pesticides sont utilisés ou appliqués est considérée comme une zone réservée.
Le 4 mars 2013, Bob Gibbs introduisit le Reducing Regulatory Burdens Act of 2013 (Loi sur la réduction des contraintes réglementaires), projet de loi qui visait à interdire à l'Environmental Protection Agency (EPA) et aux États autorisés à délivrer un permis en vertu du National Pollutant Discharge Elimination System (NPDES, Système national d'élimination des décharges polluantes) d'exiger un permis pour certains rejets de pesticides autorisés pour une utilisation conformément au Federal Insecticide, Fungicide, and Rodenticide Act (FIFRA),.

## Principales sections du code
Tableau 2. Principales sections du code du Federal Insecticide, Fungicide, and Rodenticide Act 
(généralement codifié comme 7 U.S.C. 136-136y),,.
| 7 U.S.C. | Titres des sections                                                                                 | FIFRA      |
| -------- | --------------------------------------------------------------------------------------------------- | ---------- |
|          | Titres abrégés et table des matières                                                                | Section 1  |
| 136      | Définitions                                                                                         | Section 2  |
| 136a     | Enregistrement des pesticides                                                                       | Section 3  |
| 136a-1   | Réenregistrement des pesticides enregistrés                                                         | Section 4  |
| 136c     | Permis d'utilisation expérimentale                                                                  | Section 5  |
| 136d     | Révision administrative ; suspension                                                                | Section 6  |
| 136e     | Enregistrement des établissements                                                                   | Section 7  |
| 136f     | Livres et registres                                                                                 | Section 8  |
| 136 g    | Inspection des établissements                                                                       | Section 9  |
| 136h     | Protection des secrets commerciaux et d'autres informations                                         | Section 10 |
| 136i     | Pesticides à usage restreint ; applicateurs                                                         | Section 11 |
| 136j     | Infractions                                                                                         | Section 12 |
| 136k     | Arrêt des ventes, de l'utilisation, retrait ou saisie                                               | Section 13 |
| 136l     | Pénalités                                                                                           | Section 14 |
| 136 m    | Indemnités                                                                                          | Section 15 |
| 136n     | Procédure administrative ; révision judiciaire                                                      | Section 16 |
| 136 o    | Exemption des agences fédérale et étatiques                                                         | Section 17 |
| 136p     | Exemption des agences fédérale et étatiques                                                         | Section 18 |
| 136q     | Stockage, élimination, transport, et rappel                                                         | Section 19 |
| 136r     | Recherche et suivi                                                                                  | Section 20 |
| 136s     | Sollicitation de commentaires ; avis d'audiences publiques                                          | Section 21 |
| 136 t    | Délégation et coopération                                                                           | Section 22 |
| 136u     | Coopération des États, aide et formation                                                            | Section 23 |
| 136v     | Pouvoir des États                                                                                   | Section 24 |
| 136w     | Pouvoir de l'Administrateur                                                                         | Section 25 |
| 136w-1   | Responsabilité primaire de l'État pour l'exécution                                                  | Section 26 |
| 136w-2   | Manquement de l'État à assurer l'application des règles de l'État pour l'utilisation des pesticides | Section 27 |
| 136w-3   | Identification des ravageurs ; coopération avec le programme du Département de l'Agriculture        | Section 28 |
| 136w-4   | Rapport annuel                                                                                      | Section 29 |
| 136w-5   | Exigences minimales pour la formation des applicateurs de maintenance et techniciens de service     | Section 30 |
| 136w-6   | Programme de pesticides à usage mineur de l'Agence de protection de l'environnement (EPA)           | Section 31 |
| 136w-7   | Programme de pesticides à usage mineur du Département de l'Agriculture (USDA)                       | Section 32 |
| 136w-8   | Frais du Service d'enregistrement des pesticides                                                    | Section 33 |
| 136x     | Dissociabilité                                                                                      | Section 34 |
| 136y     | Autorisation de crédits                                                                             | Section 35 |

Note : ce tableau ne présente que les grandes sections du code. Pour plus de détails et pour déterminer quand une section a été ajoutée, le lecteur doit consulter la version officielle imprimée du Code des États-Unis.

## Réglementation
Pour que leur utilisation soit agréée, les pesticides doivent subir 120 tests relatifs à la sécurité et à leur efficacité réelle. En raison de ces tests rigoureux, seulement 1 sur 139 000 réussit effectivement à être autorisé pour un usage agricole.
Le FIFRA a instauré un ensemble de règlements sur les pesticides :
1. le FIFRA a instauré l'enregistrement pour tous les pesticides, ce qui ne se fait qu'après un temps de collecte de données pour déterminer l'efficacité de l'usage prévu, le dosage approprié et les dangers de la substance particulière. Une fois enregistré, une étiquette est créée pour informer l'utilisateur final sur la bonne utilisation du produit. Si les instructions ne sont pas respectées, l'utilisateur est responsable de toutes les conséquences négatives. 
Les consignes figurant sur l'étiquettes sont conçues pour maximiser l'efficacité du produit, tout en protégeant l'applicateur, les consommateurs et l'environnement. Les critiques de ce processus soulignent d'une part que l'établissement de l'étiquette est entièrement effectué par le fabricant et qu'il y a peu de contrôle de son exactitude. D'autre part certains considèrent que le processus est trop sévère. Il en coûte des millions de dollars et souvent plusieurs années pour homologuer un pesticide, ce qui limite la production aux seuls grands acteurs. De même de nombreux usages plus ou moins spécialisés ne sont jamais enregistrés, parce que les entreprises considèrent que les ventes potentielles ne sont pas suffisantes pour justifier l'investissement.
2. Seuls quelques pesticides sont mis à la disposition du grand public. La plupart des pesticides sont considérés comme trop dangereux pour un usage général, et sont limités à des applicateurs certifiés. Le FIFRA a établi un système d'examen et de certification tant au niveau privé qu'au niveau commercial pour les applicateurs qui souhaitent acheter et utiliser des pesticides à usage restreint. La distribution des pesticides à usage restreint est également surveillée.
3. L'EPA a différents processus d'examen des trois catégories de pesticides : antimicrobiens, biopesticides et pesticides conventionnels. Les trois catégories ont un processus d'enregistrement similaire, mais requièrent des exigences de données et des politiques d'examen différentes. Selon la catégorie de pesticides, le processus d'examen peut prendre plusieurs années. Après l'enregistrement d'un pesticide par l'EPA, il peut être nécessaire de le faire homologuer au niveau de l'État.
4. En plus des règles imposées par l'EPA, les États peuvent également prévoir un ensemble supplémentaire de règles et exigences d'inscription pour un pesticide homologué. Ils peuvent également demander des rapports annuels d'utilisation aux utilisateurs de pesticides.

En plus du FIFRA, le Pesticide Registration Improvement Act (PRIA, loi sur l'amélioration de l'enregistrement des pesticides) de 2003 a modifié les frais autorisés pour certains produits, a évalué le processus de collecte des frais d'entretien et a décidé d'un processus d'examen de l'approbation des pesticides.
Le Pesticide Registration Improvement Act de 2007 a renouvelé ces changements valables jusqu'en 2012. Le but du PRIA est d'assurer une mise en œuvre harmonieuse des règles relatives aux pesticides par les utilisateurs.

### Import et export
Les pesticides destinés à l'importation aux États-Unis exigent une Notice of Arrival (NOA, ) complète, délivrée par le Service des douanes et de la protection des frontières. Si cette NOA n'est pas complète, le produit ne passerait pas la douane.
La NOA répertorie l'identité du produit, la quantité comprise dans l'emballage, la date d'arrivée, et le lieu où il peut être inspecté. Ce document précise aussi les règles énumérées ci-dessous :
1. il doit se conformer aux normes établies par la loi américaine sur les pesticides,
2. le pesticide doit être enregistré auprès de l'EPA, sauf s'il figure sur la liste d'exemption,
3. il ne peut pas être falsifié ou illégal,
4. il doit être étiqueté correctement,
5. le produit doit avoir été produit dans un établissement agréé par l'EPA qui établit un classement annuel.

Les pesticides destinés à l'exportation vers d'autres parties du monde ne sont pas soumis à une obligation d'enregistrement sous certaines conditions.
Les conditions sont les suivantes :
1. l'acheteur étranger doit présenter une déclaration à l'EPA indiquant qu'il sait que le produit n'est pas enregistré et ne peut être vendu sur le sol américain,
2. le pesticide doit porter une étiquette « non homologué pour utilisation aux États-Unis »,
3. les règles d'étiquetage doivent être respectées et l'étiquette doit être rédigée en langue anglaise et dans la langue du pays de destination.
4. le pesticide doit se conformer à toutes les exigences du FIFRA concernant l'enregistrement de l'établissement et la déclaration,
5. il doit respecter les exigences du FIFRA concernant la tenue des dossiers.

Note : Un établissement enregistré EPA est un établissement qui produit des pesticides, des substances actives de pesticides et des appareils pour l'utilisation des pesticides et rend compte de la production initiale et annuelle.

## Enregistrement des produits pesticides
Avant qu'une entreprise puisse enregistrer ses produits pesticides auprès de l'EPA, elle doit savoir ce que l'EPA considère comme un pesticide en vertu de la loi. Selon la section 2(u) du FIFRA, 7 U.S.C. section 136(u), le terme « pesticide » est défini ainsi :
1. toute substance ou mélange de substances, destiné à prévenir, détruire, repousser ou réprimer tout ravageur,
2. toute substance ou mélange de substances destiné à être utilisé en tant que régulateur des plantes, défoliant ou déshydratant, et
3. tout stabilisateur d'azote (sous réserve que le terme « pesticide » ne doit pas inclure tout article qui serait un « nouveau médicament vétérinaire » au sens de l'article 321 (w) [1] du titre 21) dont le Secrétaire à la Santé et aux Services sociaux a déterminé qu'il ne s'agit pas d'un nouveau médicament vétérinaire par un règlement établissant les conditions d'utilisation de l'article, ou qui est un aliment pour animaux au sens de l'article 321 (x) [1] du titre 21 incorporant un nouveau médicament vétérinaire

Le terme « pesticide » n'inclut pas les agents stérilisants chimiques liquides (y compris les produits déclarés comme agents stérilisants ou désinfectants subordonnés) pour une utilisation sur un appareil critique ou semi-critique, tel que défini à l'article 321 du titre 21. Aux fins de la phrase précédente, l'expression « appareil critique » inclut tout dispositif médical qui est introduit directement dans le corps humain, que ce soit dans le système vasculaire ou en contact avec celui-ci, ou dans des zones normalement stériles du corps, et l'expression « appareil semi-critique » comprend tout dispositif médical qui entre en contact avec des membranes muqueuses intactes sans franchir usuellement la barrière sanguine ou sinon qui pénètre dans les zones normalement stériles du corps.
Le demandeur doit prouver que la matière active d'un pesticide, le produit pesticide, ou la nouvelle utilisation proposée d'un pesticide homologué, ne provoquera pas d'effets nocifs déraisonnables sur la santé humaine et sur l'environnement.
Un effet indésirable déraisonnable est :
1. tout risque qui est déraisonnable pour l'homme ou l'environnement en prenant en considération les coûts sociaux, économiques et environnementaux ainsi que les avantages,
2. tout risque alimentaire qui pourrait être dû à l'utilisation avec tout aliment d'un pesticide qui ne serait pas conforme aux normes énumérées dans la section 408 du Federal Food, Drug, and Cosmetic Act (FFDCA, loi fédérale sur les produits alimentaires, pharmaceutiques et cosmétiques)[1].

Le demandeur doit fournir des données scientifiques à partir de toutes les combinaisons de plus de 100 tests différents menées selon les directives de l'EPA pour évaluer ces effets potentiels négatifs à court et à long terme,.
Conformément à la section 408 du Federal Food, Drug, and Cosmetic Act (FFDCA), l'EPA peut également réguler la quantité de résidus de pesticides admissible dans les produits alimentaires destinés à l'homme ou aux animaux, en établissant un seuil « sûr », c'est-à-dire pour lequel on a  « une certitude raisonnable d'innocuité » en cas d'exposition aux résidus soit directement à partir de la consommation de ces aliments, soit par d'autres sources non professionnelles,.
Pour les cultures alimentaires, l'EPA  doit établir un seuil de « tolérance », le seuil maximum « sûr » de pesticides présents dans un produit alimentaire particulier destiné à l'homme ou aux animaux. L'EPA peut également choisir d'exempter un produit alimentaire de l'exigence d'un seuil de tolérance établi, admettant n'importe quel niveau de résidu de pesticides dans l'aliment, sous réserve que cette exemption soit conforme aux normes de sécurité du FFDCA,.
Les pesticides homologués avec succès doivent être conformes aux usages et conditions d'utilisation approuvés, que le demandeur doit reporter sur les étiquettes.

### Réenregistrement des pesticides
La plupart des produits les plus anciennement enregistrés doivent être réenregistrés en vertu des règles fixées par les amendements de 1972, 1988 et 1996 (tableau 1) afin de répondre aux normes actuelles en matière de santé et de sécurité, d'exigences d'étiquetage, et pour la régulation des risques et la modération,,.
Le Food Quality Protection Act (FQPA, Loi sur la protection de la qualité des aliments), a modifié le FIFRA pour imposer que tous les pesticides anciens ne causent aucun préjudice aux nourrissons, aux enfants et aux personnes sensibles dans le cadre d'une « certitude raisonnable ».
Grâce au programme de renouvellement des homologations, les anciens pesticides sont admissibles au réenregistrement s'ils disposent d'une base de données complète et ne causent pas de risques sanitaires et environnementaux déraisonnables lorsqu'on les utilise conformément à leur étiquetage.
Le FQPA exige également que l'EPA réexamine les pesticides sur un cycle de 15 ans pour s'assurer que tous les pesticides respectent les normes actuelles en matière de sécurité et de régulation.

### Frais
Les frais initiaux et finaux pour le réenregistrement de substances actives pour usage en alimentation humaine ou animale s'élèvent à 50 000 et à 100 000 - 150 000 dollars, respectivement.
Les frais de réenregistrement de pesticides pour usage non-alimentaire s'élèvent à 50 000 et à 100 000 dollars.
Les frais d'entretien annuels sont également imposés : 425 dollars par produit jusqu'à cinquante produits et un maximum de 20 000 dollars par entreprise.
Pour chaque produit au-delà de cinquante, la taxe est de 100 dollars, pour un montant maximum de 35 000 dollars.
Les frais peuvent être réduits ou supprimés pour les titulaires de petites entreprises, pour des pesticides de santé publique, ou des pesticides à usage limité, à la discrétion de l'EPA. L'incapacité à payer les frais de réenregistrement ou les frais d'entretien peut entraîner l'annulation de l'enregistrement du produit,.

## Produits non-pesticides réglementés ne nécessitant pas d'enregistrement
Les adjuvants sont des produits chimiques ajoutés pour améliorer la performance et l'efficacité ou modifier les propriétés physiques des agents pesticides.
Plus de 200 pesticides homologués par l'EPA requièrent l'ajout spécifique d'un ou plusieurs adjuvants dans le mélange pesticide pour améliorer son efficacité globale.
L'EPA établit également des niveaux de tolérance pour les adjuvants, désignés « ingrédients autres », mais ils n'ont pas besoin d'être enregistrés. Exemples d'adjuvants :
1. agents acidifiants,
2. agents tampons,
3. agents antimoussants,
4. anti-transpirants,
5. colorants et azurants,
6. agents de compatibilité,
7. concentrés d'huile végétale,
8. tensioactifs à base de pétrole,
9. agents de dépôt,
10. agents de réduction de la dérive,
11. marqueurs à mousse,
12. phago-stimulants,
13. antidotes d'herbicides,
14. épandeurs, diluants,
15. agents adhésifs,
16. agents de suspension,
17. agents gélifiants,
18. synergistes,
19. agents mouillants,
20. émulsifiants,
21. agents dispersants,
22. agents pénétrants,
23. citernes et matériel de nettoyage,
24. agents neutralisants,
25. agents hydroabsorbants,
26. adoucissants d'eau.

Les dispositifs et instruments utilisés pour piéger ou tuer les ravageurs ou les adventices, à l'exclusion des équipements utilisés pour appliquer les pesticides lorsqu'ils sont vendus séparément, sont également réglementés, mais ne nécessitent pas d'être enregistrés.
Les produits « intermédiaires » utilisés dans la synthèse ou la fabrication des produits pesticides peuvent être réglementés, mais n'ont pas à être enregistrés selon les règles du FIFRA.
Cependant, ces intermédiaires de pesticides peuvent être réglementés en vertu du Toxic Substances Control Act (Loi sur la maîtrise des substances toxiques) de 1976.

## Application
Selon les règles du FIFRA, personne ne peut vendre, utiliser ou distribuer un pesticide non homologué par l'Agence pour la protection de l'environnement (EPA).
Quelques exceptions permettent cependant qu'un pesticide soit exempté des exigences d'enregistrement. Chaque pesticide doit porter une étiquette décrivant en détail les instructions pour une utilisation sûre.
Selon la loi, l'EPA doit qualifier chaque pesticide comme d'« usage général », d'« usage restreint », ou tous usages. Les pesticides désignés d'« usage général » sont accessibles au grand public. Ceux étiquetés comme d'« usage restreint » requièrent des références et des certifications spécifiques délivrées par l'EPA (applicateur certifié).
Bien que le FIFRA soit généralement mis en œuvre par l'EPA, les articles 23, 24, 26 et 27 étendent l'autorité de contrôle primaire aux États.
Toutefois, l'autorité de l'EPA se substitue toujours à l'autorité des États, et l'autorité primaire d'un État peut être annulée si celui-ci ne parvient pas à garantir l'exécution sûre de l'utilisation des pesticides.
La section 9 autorise l'inspection des pesticides dans les lieux de stockage pour la vente ou la distribution.
Conformément à la section 13, l'EPA peut émettre un ordre dit Stop Sale, Use or Removal Order (SSURO, ordre de cesser la vente ou l'utilisation ou de retrait du marché) pour empêcher la vente ou la distribution de pesticides non conformes et pour pouvoir saisir ces pesticides,.
La section 15 prévoit des indemnités lorsque des enregistrements sont suspendus ou annulés.
La section 16 autorise un processus de contrôle judiciaire pour les personnes ou entités affectées par un ordre ou une action de l'EPA.
La section 14 prévoit des sanctions civiles et fédérales en cas d'infractions. Ci-après quelques exemples de ces actes illicites, :
1. distribution, vente ou fourniture de tout pesticide non homologué,
2. publicité pour un pesticide non couvert par la déclaration d'enregistrement,
3. vente de tout pesticide homologué si son contenu n'est pas conforme aux indications de l'étiquette,
4. falsification d'informations relatives aux essais ou présentation de données inexactes pour obtenir l'enregistrement,
5. vente de pesticides falsifiés ou mal étiquetés,
6. retrait, altération, dégradation ou de destruction d'une partie de l'emballage ou de l'étiquette,
7. refus de tenir des registres ou de permettre des inspections autorisées de l'EPA,
8. fournir une garantie autre que celle spécifiée sur l'étiquette,
9. faire une publicité pour un pesticide à usage restreint sans donner la classification du produit,
10. mettre un pesticide à usage restreint à le disposition d'un applicateur non certifié (sauf dans les cas prévus par la loi),
11. utiliser un pesticide d'une manière non conforme à l'étiquette.

### Sanctions civiles
Pour déterminer les sanctions civiles, l'EPA doit prendre en considération la gravité de l'infraction, les effets des sanctions et la taille de l'entreprise.
Conformément à la section 14 (a) (1), les applicateurs commerciaux, grossistes, distributeurs et détaillants « peuvent écoper d'une sanction civile... de 5000 dollars par infraction au maximum ».
Les applicateurs privées doivent recevoir un avertissement pour la première infraction, et pour chaque infraction subséquente une amende pouvant atteindre 1 000 dollars peut être évaluée.

### Sanctions pénales fédérales
Les infractions sont sanctionnées comme des délits et sont passibles de peines d'amendes ou d'emprisonnement.
Un applicateur privé est passible de 1 000 dollars d'amende ou de 30 jours d'emprisonnement. Un applicateur commercial est passible de 25 000 dollars d'amende ou d'un an d'emprisonnement au maximum.
Un fabricant est passible de 50 000 dollars ou d'un an d'emprisonnement au maximum,.

## Examen spécial
Le FIFRA impose à l'EPA de surveiller continuellement les pesticides enregistrés et de faire les mises à jour pour toute nouvelle information concernant leur sécurité. Les déclarants sont tenus de signaler rapidement toute nouvelle preuve d'effets secondaires indésirables et de mener continuellement des études pour améliorer l'évaluation des risques.
Si de nouvelles informations indiquent des effets secondaires indésirables, l'EPA peut procéder à un examen spécial pour évaluer les risques et les avantages de la poursuite de l'utilisation du pesticide en cause. À l'issue de cet examen, l'EPA peut choisir de modifier l'enregistrement ou de l'annuler.

## Pesticides et espèces menacées
Le Endangered Species Act (Loi sur les espèces en péril) vise à protéger et à favoriser la récupération des espèces animales et végétales en danger d'extinction en raison de l'activité humaine. En vertu de cette loi, l'EPA doit également tenir compte des risques à l'égard des animaux et des plantes lors de l'enregistrement d'un nouveau pesticide. Celui-ci ne doit pas nuire aux espèces animales et aux habitats classés comme menacées ou en voie de disparition. Pour garantir que ce programme est bien mis en œuvre, les étiquettes orientent les utilisateurs des pesticides vers des bulletins d'informations spécifiques concernant leur utilisation. Le programme de protection a deux objectifs principaux : 
1. assurer la meilleure protection des espèces menacées par les pesticides et
2. minimiser l'impact du programme sur les utilisateurs de pesticides[1].

Afin de protéger les espèces menacées grâce au programme de l'EPA, les dispositions suivantes ont été mises en œuvre :
1. prendre un avis scientifique pour évaluer les risques éventuels pour les espèces inscrites,
2. tenter de trouver des moyens d'éviter les problèmes concernant ces espèces,
3. consulter les scientifiques du Fish and Wildlife Service (FWS, Service de la pêche et de la faune sauvage des États-Unis) lorsque les problèmes au sujet des espèces inscrites paraissent inévitables,
4. mettre en œuvre des limites d'utilisation lorsque le Fish and Wildlife service indique un effet négatif potentiel sur une espèce particulière en se fondant sur un avis biologique.

Afin de mettre en œuvre les limites d'utilisation mentionnées ci-dessus, l'APE doit :
1. ajouter une étiquette générique au pesticide,
2. éditer des bulletins indiquant les sites d'habitat et les limites d'utilisation des pesticides,
3. distribuer les bulletins contenant ces informations aux utilisateurs de pesticides,
4. fournir un numéro d'appel gratuit pour permettre aux utilisateurs de se renseigner sur le contenu des bulletins et les moyens de les obtenir.

## Conflits avec d'autres lois
Beaucoup d'attention a été accordée aux cas où une autre loi entrerait en conflit avec le FIFRA.
Le principal conflit avec la FIFRA est venu du Clean Water Act (Loi sur la propreté de l'eau).
La plus grande controverse porte sur la question de savoir, dans l'hypothèse où des pesticides pollueraient les eaux américaines, qui devrait gérer cette question. Les pesticides étant réglementés en vertu du FIFRA ne nécessitent pas de règlementation dans le cadre du CWA. L'EPA n'a également jamais sollicité le CWA pour permettre l'homologation des pesticides selon les règles du FIFRA.
Les pesticides utilisés pour l'irrigation et la lutte contre les mauvaises herbes peuvent ne pas être nécessairement contrôlés par le FIFRA et cela est la source d'un conflit avec le CWA qui devrait régir toute question relative à la propreté de l'eau.